# Perla de Gran Preu
La Perla de Gran Preu és un llibre sagrat de l'Església de Jesucrist dels Sants dels Últims Dies. Conté una selecció de matèries o temes de gran valor que es relacionen amb molts aspectes importants de la fe i de la doctrina de l'església. Joseph Smith (considerat un profeta pels mormons) va preparar aquests temes i es van publicar en els periòdics de l'Església en la seva època.
Vet ací una breu introducció de la matèria que actualment conté:
Seleccions del Llibre de Moisès. Parts del llibre del Gènesi de la traducció que Joseph Smith va fer de la Bíblia, obra que ell va començar el juny de 1830 (History of the Church, "Història de l'Església", 1:98–101, 131–139).
El Llibre d'Abraham. És una traducció d'uns papirs egipcis que van arribar a les mans de Joseph Smith el 1835, els quals, creuen els adherents del mormonisme, contenien escrits del patriarca Abraham. La traducció es va publicar en sèrie en el periòdic Times and Seasons, començant l'1 de març de 1842 a Nauvoo, Illinois (History of the Church, 4:519–534). Els papirs van ser comprats per Joseph Smith a un viatger anomenat Chandler, que tenia dos papirs i 4 mòmies. A la fi del segle xx, van sorgir alguns dels papirs i van ser molt estudiats sense que la traducció de Joseph Smith fos comprovada.
Aquest papir es va tornar a trobar el 1967 i en examinar-lo diversos egiptòlegs van descobrir que ni una sola paraula de la presumpta traducció de Smith tenia cap semblança amb el contingut del document. Es va comprovar que es tractava del llibre dels hàlits, un document funerari egipci que s'enterrava al costat dels morts. Es va poder comprovar també que Smith va usar fins a 136 diferents paraules en anglès per a traduir el caràcter corresponent a "llac".
El llibre inclou la primera referència publicada sobre Kolob.
Joseph Smith—Mateu. Part del testimoniatge de Mateu presa de la traducció que va fer Joseph Smith de la Bíblia (vegeu Doctrina i Convenis 45:60–61, on apareix el precepte diví de començar la traducció del Nou Testament).
Joseph Smith—Història. Seleccions del testimoniatge i història oficial de Joseph Smith que ell va preparar el 1838 i que es va publicar en sèrie en el periòdic Times and Seasons, en Nauvoo, Illinois, començat el 15 de març de 1842 (History of the Church, 1:1–44).
Els Articles de Fe de l'Església de Jesucrist dels Sants dels Últims Dies. Una declaració de Joseph Smith que es va publicar en el periòdic Times and Seasons l'1 de març de 1842, juntament amb una breu història de l'Església, i que va arribar a conèixer-se popularment com la Carta de Wentworth (History of the Church, 4:535–541).